# مارك هاريس (سياسي أمريكي)
مارك هاريس (بالإنجليزية: Mark Harris)‏ هو سياسي أمريكي، ولد في 24 أبريل 1966 في وينستون-سالم في الولايات المتحدة. حزبياً، نشط في الحزب الجمهوري.